# Helmer Halvorsen Bryn

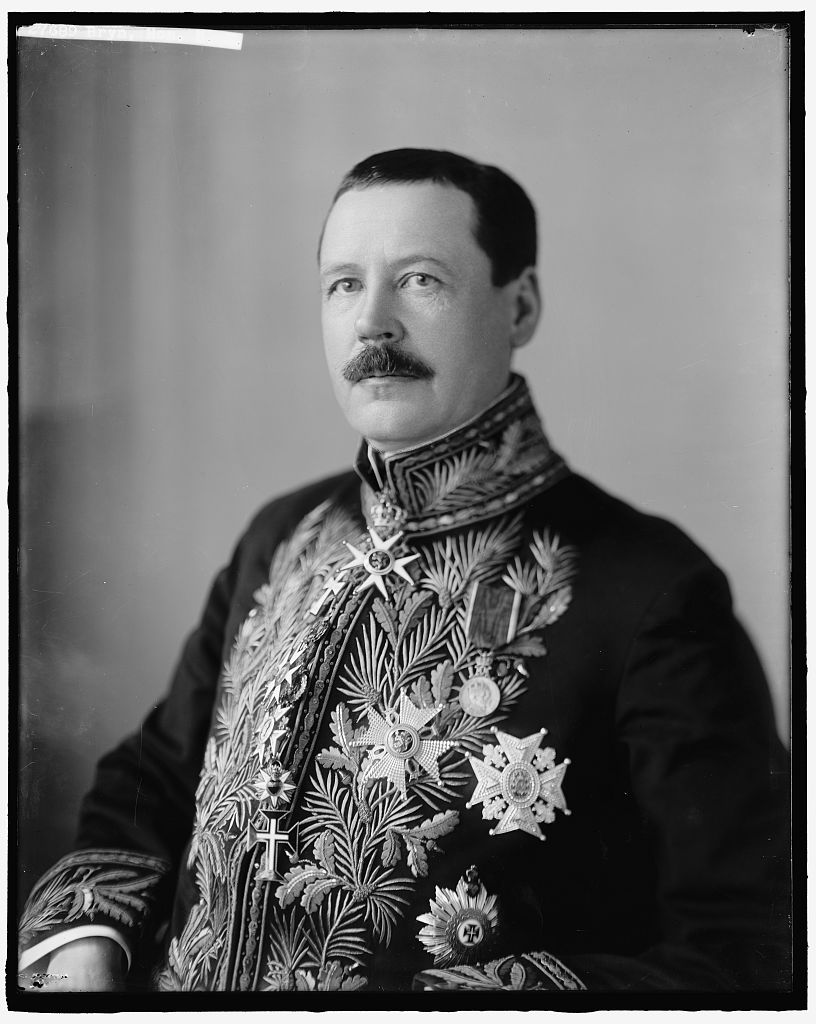
Helmer Halvorsen Bryn.

Helmer Halvorsen Bryn, född 23 september 1864 och död 1933, var en norsk diplomat.
Bryn blev byråchef vid inrikesdepartementet 1899, chef för utrikesavdelningen 1902, expeditionschef i utrikesdepartementet 1905 och chargé d' affaires i Stockholm samma år. Han blev legationsråd i Paris 1906, och utnämndes till minister i Washington, D.C. 1910-27.